# گیلرمه شیمیچ
گیلرمه شیمیچ (پرتغالی: Guilherme Schimidt؛ زادهٔ ۶ نوامبر ۲۰۰۰) جودوکار اهل برزیل است.